# Horațiu Feșnic
Horațiu Mircea Feșnic (n. 17 octombrie 1989, Cluj-Napoca, România) este un arbitru român de fotbal, aflat pe lista FIFA, și un fost fotbalist. Feșnic este cel mai tânăr arbitru care a oficiat o partidă în Liga 1, debutând la doar 22 de ani.

## Carieră
Și-a început cariera de jucător la juniorii echipei Universitatea Cluj, unde a evoluat până la vârsta de 14 ani, după care a trecut la juniorii clubului CFR Cluj. La CFR a fost legitimat până la 19 ani, după care s-a retras și, începând cu anul 2009, s-a dedicat carierei de arbitru. Feșnic este absolvent al Facultății de Educație Fizică și Sport din cadrul Universității Babeș-Bolyai din Cluj-Napoca. 
Horațiu Feșnic a fost delegat în premieră la un meci de Liga 1 pe 12 martie 2012,  când a condus de la centru partida Astra Giurgiu – CS Mioveni, încheiată cu scorul de 3-1. Astfel, la doar 22 de ani și 4 luni, Horațiu Feșnic devenea cel mai tânăr debutant pe prima scenă în arbitrajul românesc. La acea vreme, Feșnic avea doar 12 meciuri arbitrate la seniori, toate în Liga a III-a. 
Horațiu Feșnic a devenit o revelație în arbitrajul românesc și, la doar 27 de ani, a fost inclus de Comisia Centrală a Arbitrilor pe lista FIFA. S-a întâmplat în toamna anului 2016, după ce Cristian Balaj și Alexandru Tudor s-au retras de pe scena internațională. Până acum, Feșnic a arbitrat în calitate de central mai multe partide internaționale, dar și Eternul Derby al României sau alte meciuri ale unor echipe importante precum FCSB, Dinamo București, CS Universitatea Craiova sau Astra Giurgiu.